# Hércules (Antonio Pollaiolo)
Hércules es una pequeña estatuilla de bronce (44.8 x 29.8 cm) de Antonio Pollaiuolo, que data aproximadamente de 1492-1494 y se conserva en la Colección Frick en Nueva York.  

## Historia
La fecha de la obra es incierta. El artista creó varias estatuas sobre el tema de Hércules, tales como el Hércules y Anteo del Museo Nacional del Bargello o el Hércules en reposo de los Museos Estatales de Berlín. La obra también se ha relacionado con uno de los Hércules esculpidos por el joven Miguel Ángel para Pedro II de Médicis. Otros vinculan la estatuilla con modelos antiguos que el artista podría haber visto mientras estaba en Roma, trabajando en las tumbas papales de Sixto IV y de Inocencio VIII.  

## Descripción y estilo
Hércules, símbolo de la fuerza de la virtud sobre la tiranía y el engaño, se representa desnudo y en una posición triunfante, con la piel del león atada al hombro izquierdo y la pierna izquierda apoyada en un cráneo animal con cuernos: quizás sea una referencia al Hércules Invicto, a quien en la Antigüedad se solía sacrificar un toro una vez al año. De la figura emana una sensación de poder, enfatizada por el acabado áspero, con una musculatura poderosa y una cabellera gruesa y greñosa, típica de otras obras del artista. Fue fundido en una sola pieza con el pedestal, que muestra trofeos a la antigua. 